# Boston Celtics
Boston Celtics je basketbalový tým hrající severoamerickou ligu National Basketball Association. Patří do Atlantické divize Východní konference NBA. Byl založen roku 1946.
Jednou z největších hvězd, která kdy prošla tímto klubem, je Larry Bird, který oblékal dres Bostonu v letech 1979–1992.
Za svou historii dokázali Celtics celkem dvacetkrát vyhrát play-off své konference, z toho sedmnáctkrát následně i finále celé NBA:
- Vítězství v NBA: 1957, 1959, 1960, 1961–1966, 1968, 1969, 1974, 1976, 1981, 1984, 1986, 2008, 2024
- Ostatní vítězství v konferenci: 1958, 1985, 1987, 2010

V letech 2003–2005 byl hráčem týmu český basketbalista Jiří Welsch.

## Statistika týmu v NBA
| Sezóna         | Výhry | Prohry | %    | Účast v play-off                                                | Výsledky v play-off                                                                       |
| -------------- | ----- | ------ | ---- | --------------------------------------------------------------- | ----------------------------------------------------------------------------------------- |
| Boston Celtics |       |        |      |                                                                 |                                                                                           |
| 1946–47        | 22    | 38     | 36,7 | Čtvrtfinále                                                     | 1:2 Chicago Stags                                                                         |
| 1947–48        | 20    | 28     | 41,7 |                                                                 |                                                                                           |
| 1948–49        | 25    | 35     | 41,7 |                                                                 |                                                                                           |
| 1949–50        | 22    | 46     | 32,4 |                                                                 |                                                                                           |
| 1950–51        | 39    | 30     | 56,5 | Divizní semifinále                                              | 0:2 New York Knicks                                                                       |
| 1951–52        | 39    | 27     | 59,1 | Divizní semifinále                                              | 1:2 New York Knicks                                                                       |
| 1952–53        | 46    | 25     | 64,8 | Divizní semifinále Divizní finále                               | 2:0 Syracuse Nationals 1:3 New York Knicks                                                |
| 1953–54        | 42    | 30     | 58,3 | Nadstavba Nadstavba Divizní finále                              | 0:2 Syracuse Nationals 2:0 New York Knicks 0:2 Syracuse Nationals                         |
| 1954–55        | 36    | 36     | 50,0 | Divizní semifinále Divizní finále                               | 2:1 New York Knicks 1:3 Syracuse Nationals                                                |
| 1955–56        | 39    | 33     | 54,2 | Divizní semifinále                                              | 1:2 Syracuse Nationals                                                                    |
| 1956–57        | 44    | 28     | 61,1 | Divizní finále Finále NBA                                       | 3:0 Syracuse Nationals 4:3 St. Louis Hawks                                                |
| 1957–58        | 49    | 23     | 68,1 | Divizní finále Finále NBA                                       | 4:1 Philadelphia Warriors 2:4 St. Louis Hawks                                             |
| 1958–59        | 52    | 20     | 72,2 | Divizní finále Finále NBA                                       | 4:3 Syracuse Nationals 4:0 Minneapolis Lakers                                             |
| 1959–60        | 59    | 16     | 78,7 | Divizní finále Finále NBA                                       | 4:2 Philadelphia Warriors 4:3 St. Louis Hawks                                             |
| 1960–61        | 57    | 22     | 72,2 | Divizní finále Finále NBA                                       | 4:1 Syracuse Nationals 4:1 St. Louis Hawks                                                |
| 1961–62        | 60    | 20     | 75,0 | Divizní finále Finále NBA                                       | 4:3 Philadelphia Warriors 4:3 Los Angeles Lakers                                          |
| 1962–63        | 58    | 22     | 72,5 | Divizní finále Finále NBA                                       | 4:3 Cincinnati Royals 4:2 Los Angeles Lakers                                              |
| 1963–64        | 59    | 21     | 73,8 | Divizní finále Finále NBA                                       | 4:1 Cincinnati Royals 4:1 San Francisco Warriors                                          |
| 1964–65        | 62    | 18     | 75,5 | Divizní finále Finále NBA                                       | 4:3 Philadelphia 76ers 4:1 Los Angeles Lakers                                             |
| 1965–66        | 54    | 26     | 67,5 | Divizní semifinále Divizní finále Finále NBA                    | 3:2 Cincinnati Royals 4:1 Philadelphia 76ers 4:3 Los Angeles Lakers                       |
| 1966–67        | 60    | 21     | 74,1 | Divizní semifinále Divizní finále                               | 3:1 New York Knicks 1:4 Philadelphia 76ers                                                |
| 1967–68        | 54    | 28     | 65,9 | Divizní semifinále Divizní finále Finále NBA                    | 4:2 Detroit Pistons 4:3 Philadelphia 76ers 4:2 Los Angeles Lakers                         |
| 1968–69        | 48    | 34     | 58,5 | Divizní semifinále Divizní finále Finále NBA                    | 4:1 Philadelphia 76ers 4:2 New York Knicks 4:3 Los Angeles Lakers                         |
| 1969–70        | 34    | 48     | 41,5 |                                                                 |                                                                                           |
| 1970–71        | 44    | 38     | 53,7 |                                                                 |                                                                                           |
| 1971–72        | 56    | 26     | 68,3 | Konferenční semifinále Konferenční finále                       | 4:2 Atlanta Hawks 1:4 New York Knicks                                                     |
| 1972–73        | 68    | 14     | 82,9 | Konferenční semifinále Konferenční finále                       | 4:2 Atlanta Hawks 3:4 New York Knicks                                                     |
| 1973–74        | 56    | 26     | 68,3 | Konferenční semifinále Konferenční finále Finále NBA            | 4:2 Buffalo Braves 4:1 New York Knicks 4:3 Milwaukee Bucks                                |
| 1974–75        | 60    | 22     | 73,2 | Konferenční semifinále Konferenční finále                       | 4:1 Houston Rockets 2:4 Washington Wizards                                                |
| 1975–76        | 54    | 28     | 65,9 | Konferenční semifinále Konferenční finále Finále NBA            | 4:2 Buffalo Braves 4:2 Cleveland Cavaliers 4:2 Phoenix Suns                               |
| 1976–77        | 44    | 38     | 53,7 | První kolo Konferenční semifinále                               | 2:0 San Antonio Spurs 3:4 Philadelphia 76ers                                              |
| 1977–78        | 32    | 50     | 39,0 |                                                                 |                                                                                           |
| 1978–79        | 29    | 53     | 35,4 |                                                                 |                                                                                           |
| 1979–80        | 61    | 21     | 74,4 | Konferenční semifinále Konferenční finále                       | 4:0 Houston Rockets 1:4 Philadelphia 76ers                                                |
| 1980–81        | 62    | 20     | 75,6 | Konferenční semifinále Konferenční finále Finále NBA            | 4:0 Chicago Bulls 4:1 Philadelphia 76ers 4:2 Houston Rockets                              |
| 1981–82        | 63    | 19     | 76,8 | Konferenční semifinále Konferenční finále                       | 4:1 Washington Wizards 3:4 Philadelphia 76ers                                             |
| 1982–83        | 56    | 26     | 68,3 | Konferenční semifinále                                          | 0:4 Milwaukee Bucks                                                                       |
| 1983–84        | 62    | 20     | 75,6 | První kolo Konferenční semifinále Konferenční finále Finále NBA | 3:1 Washington Wizards 4:3 New York Knicks 4:1 Milwaukee Bucks 4:3 Los Angeles Lakers     |
| 1984–85        | 63    | 19     | 76,8 | První kolo Konferenční semifinále Konferenční finále Finále NBA | 3:1 Cleveland Cavaliers 4:2 Detroit Pistons 4:1 Philadelphia 76ers 2:4 Los Angeles Lakers |
| 1985–86        | 67    | 15     | 81,7 | První kolo Konferenční semifinále Konferenční finále Finále NBA | 3:0 Chicago Bulls 4:1 Atlanta Hawks 4:0 Milwaukee Bucks 4:2 Houston Rockets               |
| 1986–87        | 59    | 23     | 72,0 | První kolo Konferenční semifinále Konferenční finále Finále NBA | 3:0 Chicago Bulls 4:3 Milwaukee Bucks 4:3 Detroit Pistons 2:4 Los Angeles Lakers          |
| 1987–88        | 57    | 25     | 69,5 | První kolo Konferenční semifinále Konferenční finále            | 3:1 New York Knicks 4:3 Atlanta Hawks 2:4 Detroit Pistons                                 |
| 1988–89        | 42    | 40     | 51,2 | První kolo                                                      | 0:3 Detroit Pistons                                                                       |
| 1989–90        | 52    | 30     | 63,4 | První kolo                                                      | 2:3 New York Knicks                                                                       |
| 1990–91        | 56    | 26     | 68,3 | První kolo Konferenční semifinále                               | 3:2 Indiana Pacers 2:4 Detroit Pistons                                                    |
| 1991–92        | 51    | 31     | 62,2 | První kolo Konferenční semifinále                               | 3:0 Indiana Pacers 3:4 Cleveland Cavaliers                                                |
| 1992–93        | 48    | 34     | 58,5 | První kolo                                                      | 1:3 Charlotte Hornets                                                                     |
| 1993–94        | 32    | 50     | 39,0 |                                                                 |                                                                                           |
| 1994–95        | 35    | 47     | 42,7 | První kolo                                                      | 1:3 Orlando Magic                                                                         |
| 1995–96        | 33    | 49     | 40,2 |                                                                 |                                                                                           |
| 1996–97        | 15    | 67     | 18,3 |                                                                 |                                                                                           |
| 1997–98        | 36    | 46     | 43,9 |                                                                 |                                                                                           |
| 1998–99        | 19    | 31     | 38,0 |                                                                 |                                                                                           |
| 1999–2000      | 35    | 47     | 42,7 |                                                                 |                                                                                           |
| 2000–01        | 36    | 46     | 43,9 |                                                                 |                                                                                           |
| 2001–02        | 49    | 33     | 59,8 | První kolo Konferenční semifinále Konferenční finále            | 3:2 Philadelphia 76ers 4:1 Detroit Pistons 2:4 New Jersey Nets                            |
| 2002–03        | 44    | 38     | 53,7 | První kolo Konferenční semifinále                               | 4:2 Indiana Pacers 0:4 New Jersey Nets                                                    |
| 2003–04        | 36    | 46     | 43,9 | První kolo                                                      | 0:4 Indiana Pacers                                                                        |
| 2004–05        | 45    | 37     | 54,9 | První kolo                                                      | 3:4 Indiana Pacers                                                                        |
| 2005–06        | 33    | 49     | 40,2 |                                                                 |                                                                                           |
| 2006–07        | 24    | 58     | 29,3 |                                                                 |                                                                                           |
| 2007–08        | 66    | 16     | 80,5 | První kolo Konferenční semifinále Konferenční finále Finále NBA | 4:3 Atlanta Hawks 4:3 Cleveland Cavaliers 4:2 Detroit Pistons 4:2 Los Angeles Lakers      |
| 2008–09        | 62    | 20     | 75,6 | První kolo Konferenční semifinále                               | 4:3 Chicago Bulls 3:4 Orlando Magic                                                       |
| 2009–10        | 50    | 32     | 61,0 | První kolo Konferenční semifinále Konferenční finále Finále NBA | 4:1 Miami Heat 4:2 Cleveland Cavaliers 4:2 Orlando Magic 3:4 Los Angeles Lakers           |
| 2010–11        | 56    | 36     | 68,3 | První kolo Konferenční semifinále                               | 4:0 New York Knicks 1:4Miami Heat                                                         |
| 2011–12        | 39    | 27     | 59,1 | První kolo Konferenční semifinále Konferenční finále            | 4:2Atlanta Hawks 4:3 Philadelphia 76ers 3:4 Miami Heat                                    |
| 2012–13        | 41    | 40     | 50,6 | První kolo                                                      | 2:4 New York Knicks                                                                       |
| 2013–14        | 25    | 57     | 30,5 |                                                                 |                                                                                           |
| 2014–15        | 40    | 42     | 48,8 | První kolo                                                      | 0:4 Cleveland Cavaliers                                                                   |
| 2015–16        | 48    | 34     | 58,5 | První kolo                                                      | 2:4 Atlanta Hawks                                                                         |
| Celkem         | 3221  | 2257   | 58,8 |                                                                 |                                                                                           |
| Play-off       | 335   | 253    | 57,0 | 17 vítězství                                                    | 17 vítězství                                                                              |